# Osram-Haus (Berlin)
Das Osram-Haus ist ein 9-stöckiges Bürogebäude mit einer Bruttogeschossfläche von 8.500 m² an der Otto-Suhr-Allee in Berlin-Charlottenburg am Ernst-Reuter-Platz. Es ist ein gelistetes Baudenkmal. Das Gebäude wurde ursprünglich für die Verwaltung der Osram GmbH errichtet.

## Geschichte

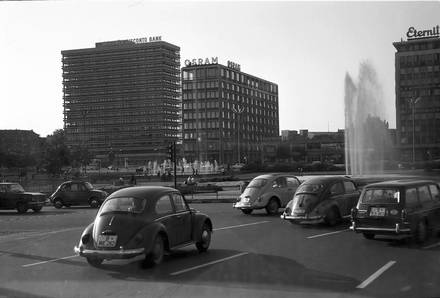
Bild aus dem Jahre 1960 mit dem Ernst-Reuter-Platz im Vorder- und dem Osram-Haus im Hintergrund

Das Bürogebäude wurde 1956/57 von Bernhard Hermkes für die Verwaltung der Osram GmbH unter dem Bauherr der Pepper Unternehmensgruppe erbaut. Einst befand sich in dem Gebäude  das Lichtmuseum, in dem die Entwicklungsgeschichte der elektrischen Glühlampe dokumentiert  wurde. Die Eternit Hauptverwaltung zog dann später in das Gebäude. In den 1970er bis 1990er Jahren wurde das Gebäude von den Informatikern der TU benutzt. Im Jahre 2006/2007 wurde das Gebäude  generalsaniert. Der Umfang der Sanierung erstreckte sich von einer Tragwerk- und Rohbausanierung, einer Fassadenerneuerung sowie die Herstellung eines zeitgemäßen Brandschutzes, bis zu dem Einbau haustechnischer Anlagen und den Innenausbau des Gebäudes für die Mieter. Von 2009 bis 2017 hatte die Teles Gruppe, welche sich durch die großen Werbelettern auf dem Dach charakterisiert, hier ihren Sitz.

## Beschreibung
Das Gebäude ist nördlich mit einem eingeschossigen Verbindungsarm mit einem zweigeschossigen Gebäude im selben Baustil verbunden. Die Fassade des 9-geschossigen Gebäudes charakterisiert sich durch seine Rasterfassade in den Farben rot und weiß. Die Fassade wird von Stahlbetonstützen mit kleinformatigen Travertinplatten durchzogen, welche an der Südseite des Gebäudes einen überdachten Bereich schaffen. An der West- und Ostseite des Gebäudes sind zudem Parkplätze angesiedelt.